# Fagana
Los fagana fueron un clan nobiliario del más antiguo abolengo o Uradel de Baviera, en la Alta Edad Media.

## Origen
Se piensa que los fagana, como las demás grandes familias nobiliarias de la región, eran descendientes de los reyes o jefes de clanes germánicos menores que se integraron en la nación bávara juntamente con clanes celtas y marcomanos.
Los fagana están citados en el título III de la Lex Baiuvariorum, la más antigua recopilación (siglo VIII, pero con reminiscencias del siglo VI) de derecho germánico del ducado franco de Baviera, inspirado, como prácticamente todo el derecho germánico de la época, en el Código de Eurico visigodo. El citado título III de la "Ley de los bávaros" establece que los gobernantes de Baviera deben ser elegidos entre los miembros de la dinastía Agilolfinga, tal y como fueron entronizados por los merovingios en Reims. Se nombran expresamente como otros clanes nobiliarios gobernantes a los fagana, los trozza, los huosi, los hahilinga y los anniona.
La patria ancestral de los fagana estaba situada en la Alta Baviera, en el área comprendida entre el río Isar y el Inn y entre el río Mangfall y la parte baja del Amper. Su territorio también incluía los pagos de Hertingau (Erding) y el Isengau Isen.

## Hechos y miembros destacados

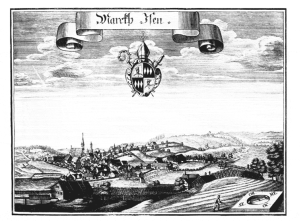
La Abadía de Isen en un grabado de Michael Wening en Topographia Bavariae, hacia 1700.

En el siglo VIII se documentan como posibles miembros de la familia fagana a los fundadores de algunos monasterios del valle del río Isen (Isental). como por ejemplo:
- La Abadía de Isen del Señorío de Burgrain, fundada por los fagana hacia 752 con la ayuda de José de Frisinga († 764), obispo de Frisinga (747-764)

Lo más antiguo que conocemos de los señoríos de los fagana es lo que se corresponde con el condado del Isen (Isengau), a manos del conde Job (o Jacob, activo entre los años que van de 790 a 820). Los estudios lingüísticos sobre los fagana muestran que el Isengau puede considerarse como la principal posesión del clan, y que sobre todo, la parte superior del valle del río Isen (el alto Isental) parece ejercer una gran fuerza de atracción sobre este clan. Durante la colonización bávara en este lugar, y en los alrededores del Isen reiteradamente, se pone la terminación "-ing" a los nombres de lugar, como por ejemplo en Pemmering, Penzing, Schnaupping, etc. El sufijo "-ing" se añade al nombre de los más antiguos asentamientos bávaros.
Uno de los principales lugares del clan de los fagana fue el más tarde llamado Señorío de Burgrain, inicio de la expansión territorial del Obispado de Frisinga: Atto de Frisinga († 810), obispo de Frisinga (784-810), antiguo abad de Scharnitz y de Schlehdorf, lo adquirió en el año 808 del señor del clan fagana Riphwin. La confirmación del intercambio fue autorizada por Carlomagno el 4 de mayo de 811.